# Перестрілки в Масанчі
Перестрілки в Масанчі — вуличні бої на етнічній основі між казахами та дунганами (китайці-мусульмани, нащадки народу хуейцзу) що проходять у прикордонному селі Масанчі Кордайського району Жамбильської області Казахстану. Перестрілки супроводжуються знищенням будинків дунган шляхом спалення.

## Передумови і конфлікт
7 лютого 2020 за непідтвердженим данним дунганські молодики побили діда-казаха. У відповідь казахська молодь вдалася до насильницьких дій проти всього дунганського населення спалюючи їх будівлі. Їм на підтримку виїхали киргизи з Чу. Число жертв досі є невідомим.
Для примирення ситуації направлено спеціальні підрозділи Казахстану.
Через два дні конфлікт остаточно вичерпано. Загалом 8 людей загинуло, 40 отримало поранення, спалено 30 будинків та 23 автомобіля.